# Учулен
Учулен — посёлок в Таштагольском районе Кемеровской области.
Входит в состав Темиртауского городского поселения.

## География
Расположен в котловине между горами. По территории поселка проходит линия Новокузнецк- Таштагол, от которой отходит ветка Учулен -Ахпун. Протекает река Учулен.

### Улицы
- ул. Гастелло.
- ул. Подгорная.
- ул. Станционная.

## История
Пристанционный посёлок Учулен возник в 1930х годах в связи со строительством железнодорожной линии Новокузнецк-Таштагол . Почти сразу же была построена ветка Учулен-Ахпун. Недалеко находились поселки Сухаринка и Кедровка. В поселке Сухаринка находилась школа 